# Vasa församling
Göteborgs Vasa församling är en församling i Göteborgs södra kontrakt i Göteborgs stift. Församlingen ligger i Göteborgs kommun i Västra Götalands län och ingår i Domkyrkopastoratet.
Församlingen omfattar delar av stadsdelarna Heden, Johanneberg, Lorensberg och Vasastaden.

## Administrativ historik
Församlingen bildades 1908 genom utbrytning ur Domkyrkoförsamlingen och Haga församling. 1929 utbröts Johannebergs församling.
Församlingen har utgjorde till 2018 ett eget pastorat, för att därefter ingå i Domkyrkopastoratet.

## Kyrkor
- Vasakyrkan

## Areal
Vasa församling omfattade den 1 januari 1976 en areal av 1,6 kvadratkilometer, varav 1,6 kvadratkilometer land.